# Józef Krzysztofowicz (poseł)
Józef Krzysztofowicz, herbu własnego (ur. 11 grudnia 1843 w Jasienowie Polnym w pow. horodeńskim – zm. po 1902) – ziemianin, poseł konserwatywny do austriackiej Rady Państwa.

## Życiorys
Ziemianin, właściciel dóbr Pietrycze w pow. złoczowskim i Mądzelówka w pow. podhajeckim. Członek oddziału brzeżańsko-podhajeckiego Galicyjskiego Towarzystwa Gospodarskiego (1870-1882). Członek powiatowej komisji szacunkowej podatku gruntowego w Podhajcach (1871-1874).
Z poglądów konserwatysta, należał do grupy podolaków. Członek Rady Powiatowej w Podhajcach, z grupy większej własności (1878-1885) oraz Rady Powiatowej w Czortkowie, z grupy gmin wiejskich (1882-1884). Poseł do austriackiej Rady Państwa VI kadencji (7 października 1879 – 5 maja 1882), wybrany z kurii IV (gmin wiejskich) w okręgu wyborczym nr 21 (Brzeżany-Kozowa-Rohatyn-Bursztyn-Podhajce-Wiśniowczyk). Po jego rezygnacji mandat objął Roman Potocki. W parlamencie należał do frakcji posłów konserwatywnych (podolaków) Koła Polskiego w Wiedniu.

## Rodzina i życie prywatne
Pochodził z rodziny szlacheckiej ormiańsko-polskiej. Syn ziemianina Zachariasza (1801-1882) i Zofii Aritonowicz. Ożeniony z Marią Goilaw, z którą miał dzieci: Zofię Izabelę późniejszą Torosiewicz (ur. 1875), Salomeę Eleonorę (ur. 1876),  Karola Eliasza (1878-1884), Joannę Katarzynę (1880-1886), Karolinę Marię (1885) i Marię Annę Józefę (1887-1902).